# Wierzbie (przystanek kolejowy)
Wierzbie – nieczynny wąskotorowy przystanek osobowy w Wierzbiu, w gminie Sompolno, w powiecie konińskim w województwie wielkopolskim, w Polsce. Został wybudowany w 1914 roku przez okupacyjne władze niemieckie.